# カオジロミズナギドリ

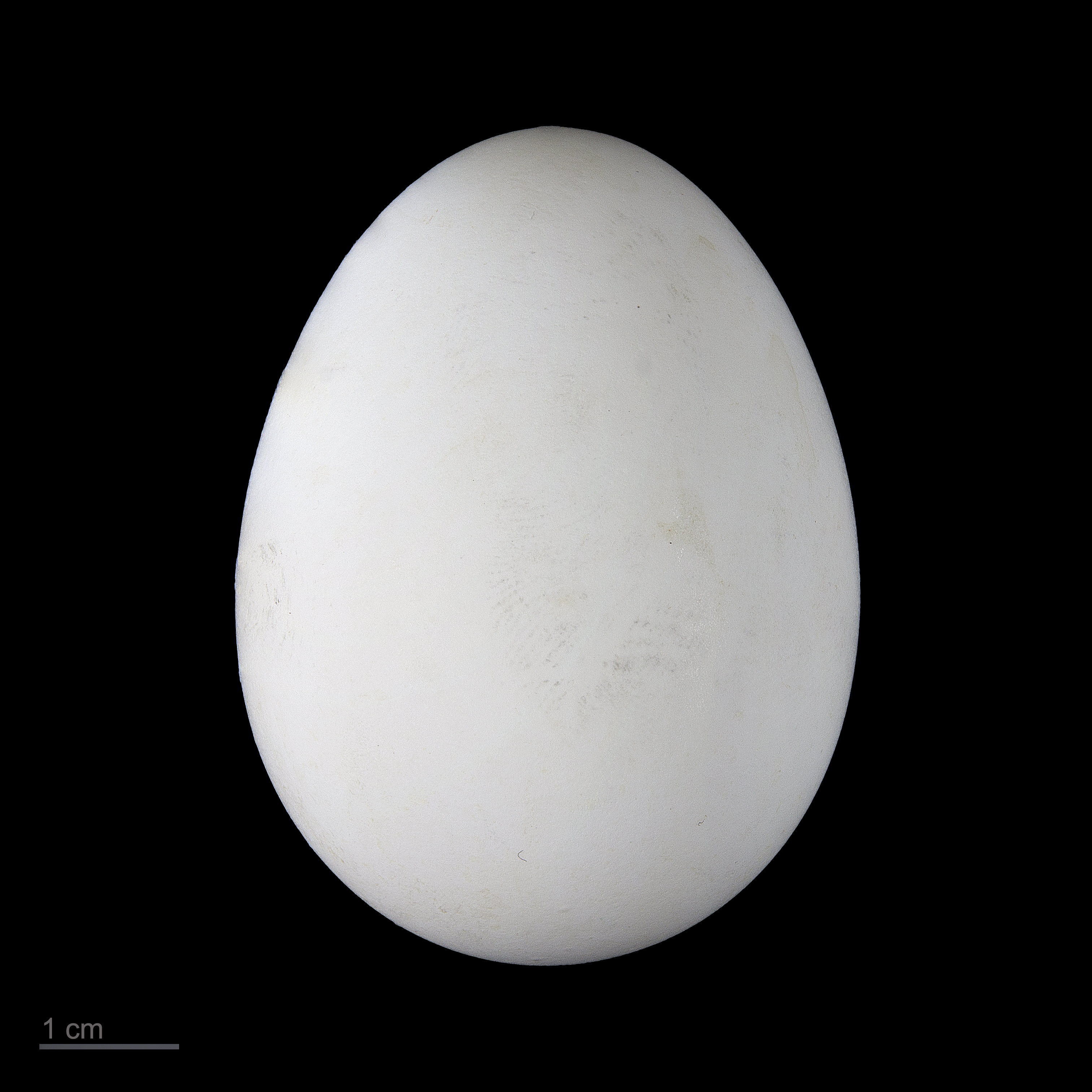
Pterodroma mollis

カオジロミズナギドリ（顔白水薙鳥、Pterodroma mollis）は、ミズナギドリ科に属す海鳥の一種。
南半球のトリスタン・ダ・クーニャ、ゴフ島、プリンス・エドワード諸島、クローゼー諸島、アンティポデス諸島などに巣をつくり、繁殖期にはブラジル、アフリカ南部、オーストラリアにも飛来する。迷鳥としてイスラエルやヨルダンでも目撃例がある。
北半球に棲むケープベルデミズナギドリ（P. feae）、Deserta's Petrel（P. desertae）、マデイラミズナギドリ（P. madeira）は元々、この鳥の亜種と考えられていた。